# Zincmelanterita
La zincmelanterita és un mineral de la classe dels sulfats, que pertany al grup de la melanterita. Rep el nom pel seu contingut en zinc i la seva relació amb la melanterita.

## Característiques
La zincmelanterita és un sulfat de fórmula química Zn(SO₄)(H₂O)₆·H₂O. Cristal·litza en el sistema monoclínic, i acostuma a trobar-se de manera massiva o columnar en cristalls microscòpics. La seva duresa a l'escala de Mohs és 2. Es deshidrata fàcilment en condicions ambientals.
Segons la classificació de Nickel-Strunz, la zincmelanterita pertany a «07.CB: Sulfats (selenats, etc.) sense anions addicionals, amb H₂O, amb cations de mida mitjana» juntament amb els següents minerals: dwornikita, gunningita, kieserita, poitevinita, szmikita, szomolnokita, cobaltkieserita, sanderita, bonattita, aplowita, boyleïta, ilesita, rozenita, starkeyita, drobecita, cranswickita, calcantita, jôkokuïta, pentahidrita, sideròtil, bianchita, chvaleticeïta, ferrohexahidrita, hexahidrita, moorhouseïta, niquelhexahidrita, retgersita, bieberita, boothita, mal·lardita, melanterita, alpersita, epsomita, goslarita, morenosita, alunògen, metaalunògen, aluminocoquimbita, coquimbita, paracoquimbita, romboclasa, kornelita, quenstedtita, lausenita, lishizhenita, römerita, ransomita, apjohnita, bilinita, dietrichita, halotriquita, pickeringita, redingtonita, wupatkiïta i meridianiïta.

## Formació i jaciments
El material tipus que es va fer servir per a determinar l'espècie va ser trobat en dos indrets del comtat de Gunnison, a l'estat nord-americà de Colorado: la mina Good Hope i la mina Vulcan. També ha estat descrita a l'Argentina, a Grècia, a l'Iran, a la Xina i al Japó.